# Ceratinops latus
Ceratinops latus är en spindelart som först beskrevs av James Henry Emerton 1882.  Ceratinops latus ingår i släktet Ceratinops och familjen täckvävarspindlar. Inga underarter finns listade i Catalogue of Life.